# 8569 Mameli
A 8569 Mameli (ideiglenes jelöléssel 1996 TG) a Naprendszer kisbolygóövében található aszteroida. V. S. Casulli fedezte fel 1996. október 1-jén.